# بشکه‌سانان
بشکه‌سانان (نام علمی: Doliolida) نام یک راسته از رده سالپ‌سانان است.